# Manegaon
Manegaon è una suddivisione dell'India, classificata come census town, di 9.174 abitanti, situata nel distretto di Jabalpur, nello stato federato del Madhya Pradesh. In base al numero di abitanti la città rientra nella classe V (da 5.000 a 9.999 persone).

## Geografia fisica
La città è situata a 23° 05' 34 N e 79° 52' 10 E.

## Società

### Evoluzione demografica
Al censimento del 2001 la popolazione di Manegaon assommava a 9.174 persone, delle quali 4.728 maschi e 4.446 femmine. I bambini di età inferiore o uguale ai sei anni assommavano a 955, dei quali 520 maschi e 435 femmine. Infine, coloro che erano in grado di saper almeno leggere e scrivere erano 7.118, dei quali 3.920 maschi e 3.198 femmine.